# 大庫林
51°47′29″N 25°25′22″E / 51.79139°N 25.42278°E
大庫林（烏克蘭語：Великий Курінь），是烏克蘭的村落，位於該國西部沃倫州，由卡明-卡希尔斯基区負責管轄，面積970平方公里，海拔高度146米，2001年人口776，人口密度每平方公里0.8人。